# The Bullitts
The Bullitts, de son vrai nom Jeymes Samuel, est auteur-compositeur-interprète, producteur, réalisateur et scénariste anglais né à Londres (27 juillet 1979). Il est le frère du chanteur Seal.

## Biographie
Jeymes Samuel souhaite initialement se lancer dans une carrière cinématographique, après avoir tourné de petits films amateurs dès l'âge de 8 ans. Il se lance finalement dans la musique dès l'âge de 13 ans. En 2000, il publie sous son vrai nom son premier single, When It Rains, sur le label Giant Step (en). En 2002, il publie son premier album studio, The Prequel. Il collabore également au titre The Proud de Talib Kweli, présent sur l'album Quality. En 2004, il écrit le titre Serenade pour la chanteuse islandaise Emilíana Torrini. En 2007, après la sortie du titre The Bullitts Theme, il adopte le nom de scène de 'The Bullitts, en hommage au film Bullitt (1968). Il participe ensuite à l'écriture de plusieurs chansons de l'album Straight No Chaser de Mr Hudson.
En mars 2010, Jaynes Samuel rejoint Gruff Rhys et plusieurs autres artistes pour former le chœur The Purple, The People, The Plastic Eating People. Ils participent notamment à l'album Plastic Beach (2010) de Gorillaz.
En avril 2011 est dévoilée le single Close Your Eyes. La chanson contient une narration de l'actrice Lucy Liu et un couplet du rappeur Jay Electronica. Le clip rappelle Un chien andalou de Salvador Dalí et Luis Buñuel. Le second single, Landspeeder, sort en mai 2011,.
Il publie ensuite la vidéo Weirdo en juillet 2011, avec la présence de Jesse Williams. Pour le clip de Run and Hide de Jay Electronica, Jeynes Samuel réalise un clip en noir et blanc à Paris avec Elisa Lasowski.
Il participe ensuite à l'écriture de l'album All of Me (2012) d'Estelle. Il est ensuite engagé par Baz Luhrmann et Jay-Z comme consultant pour la musique du film Gatsby le Magnifique (2013),.
En 2013 sort le moyen métrage They Die By Dawn, dont il est réalisateur, scénariste et producteur. Il y joue également, aux côtés de Michael K. Williams, Erykah Badu, Isaiah Washington, Jesse Williams et Rosario Dawson. Situé en 1890 à Langston (Oklahoma), le film est un western afro-américain. Son premier album sous le nom de The Bullitts, They Die By Dawn & Other Short Stories..., sort en juillet 2013. Il produit lui-même tout l'album, qui contient des apparitions de Jay Electronica, Lucy Liu, Mos Def, Rosario Dawson, Doxi Jones et Tori Amos. En 2017, il réalise le long clip du titre Legacy de Jay-Z, tiré de l'album 4:44, avec notamment Ron Perlman, Aldis Hodge, Susan Sarandon et Edi Gathegi.
Grand fan de western, il écrit, produit et réalise The Harder They Fall, un western sur le cowboy afro-américain Nat Love. Le film, produit par Jay-Z, sort sur Netflix fin 2021.
Il réalise ensuite The Book of Clarence prévu pour 2024.

## Discographie

### Albums studio
- 2002 : The Prequel (sous son vrai nom)
- 2013 : They Die By Dawn & Other Short Stories...

### Singles
- 2000 : When It Rains
- 2003 : Who Write The Songs (featuring Canibus)
- 2003 : Baby Don't Cry (featuring Kool G Rap)
- 2006 : The Myspace Song
- 2007 : The Bullitts Theme
- 2011 : Close Your Eyes (featuring Lucy Liu & Jay Electronica)
- 2011 : Landspeeder
- 2012 : Supercool
- 2012 : World Inside Your Rainbow

## Filmographie
Sauf indication contraire, les informations mentionnées dans cette section peuvent être confirmées par la base de données cinématographiques IMDb,  présente dans la section « Liens externes ».
- 2013 : They Die by Dawn (moyen métrage) (acteur, réalisateur, scénariste et producteur)
- 2013 : Gatsby le Magnifique (The Great Gatsby) de Baz Luhrmann (consultant musical)
- 2017 : Legacy (clip de Jay-Z) (réalisateur, scénariste et producteur)
- 2019 : Arctic Dogs : Mission polaire (Arctic Dogs) d'Aaron Woodley (producteur exécutif de la musique)
- 2021 : The Harder They Fall (réalisateur, producteur, compositeur et scénariste)
- 2024 : The Book of Clarence (réalisateur, producteur, compositeur et scénariste)

## Distinctions
- BAFA 2022 : Meilleur nouveau scénariste, réalisateur ou producteur britannique pour The Harder They Fall